# Tropidurus insulanus
Tropidurus insulanus é uma espécie de lagarto da família Tropiduridae. É endêmica do Brasil   e é identificada em bolsões de savana na floresta amazônica dos estados do Pará e Mato Grosso. 
Os machos crescem até 86 milímetros e fêmeas a 75 milímetros no comprimento focinho-cloacal (SVL). A cauda é 1,4–1,5 vezes o SVL.  É ovíparo. 